# Peeter Järvelaid

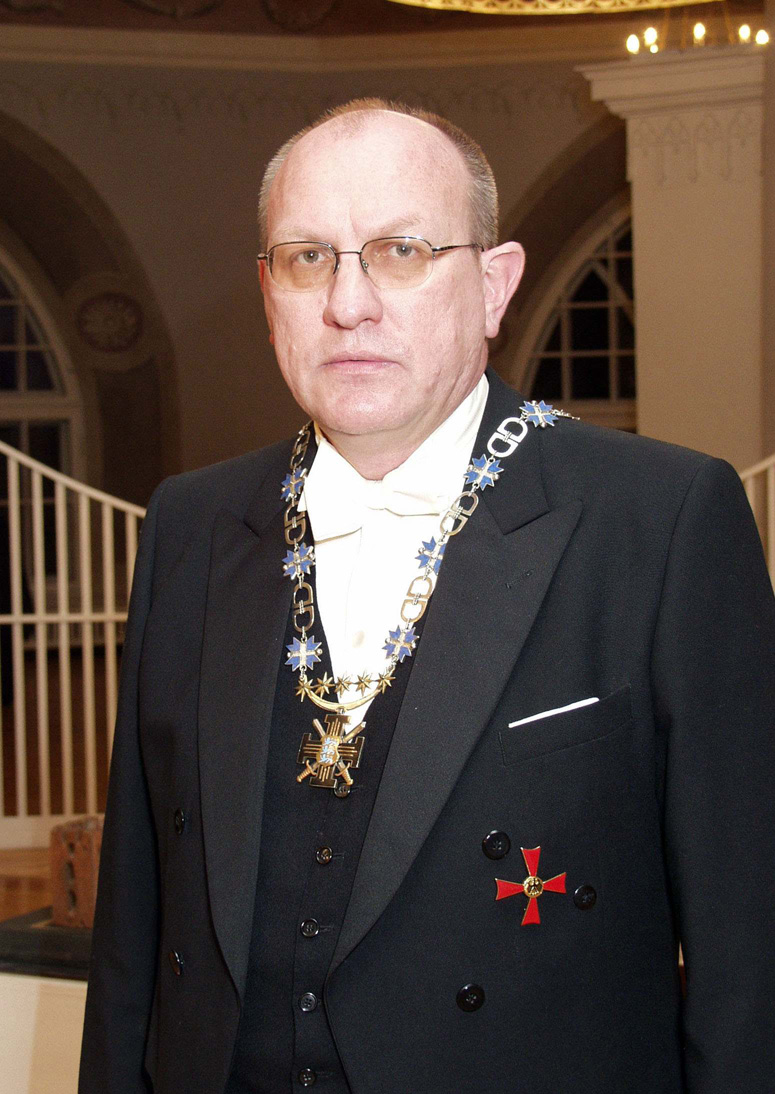
Peeter Järvelaid 2005

Peeter Järvelaid (* 28. November 1957 in Tallinn) ist ein estnischer Rechtswissenschaftler und Historiker in Tallinn. Er vertritt einen semiotischen und personenorientierten Zugang in seiner Forschung und hat Hunderte von Aufsätzen zur europäischen und besonders estnischen Rechtsgeschichte sowie zur juristischen Ausbildung verfasst. Seine Arbeiten wurden bisher in acht Sprachen übersetzt. Seit 2006 beschäftigt er sich mit internationalen Beziehungen im 20. Jahrhundert, was ihn zu umfangreichen Archivrecherchen in Deutschland und Polen veranlasst hat.

## Leben
Järvelaid hat an der Staatlichen Universität Tartu 1976–1981 Jura studiert, in Moskau 1990 promoviert und in Tartu von 1981 bis 1997 gelehrt (zuletzt als ordentlicher Professor für Rechtsgeschichte). Anschließend war er ord. Professor an der Akademie Nord (1997–2010), Rektor der Estnischen Akademie für Öffentlichen Dienst und Öffentliche Sicherheit, Rektor der Estnischen Marineakademie und 2010–2016 Professor an der Universität Tallinn. Seit 2016 ist er ebenda Lektor. Außerdem war er Berater des estnischen Justizministeriums und hat unzählige Auslandsaufenthalte absolviert darunter als Humboldt-Stipendiat am Max-Planck-Institut für europäische Rechtsgeschichte. Er ist Mitglied des Herausgeberkollegiums von vier juristischen Zeitschriften.
Järvelaid ist verheiratet und Vater von drei Kindern.

## Ehrungen
- Verdienstorden der Bundesrepublik Deutschland 1. Klasse (11. Dezember 2003)[4]

## Ausgewählte Publikationen
- Die Rezeption Kelsens und der Einfluss der Reinen Rechtslehre in Estland. In: Robert Walter, Clemens Jabloner, Klaus Zeleny (Hrsg.): Hans Kelsen anderswo – Hans Kelsen abroad: Der Einfluss der Reinen Rechtslehre auf die Rechtstheorie in verschiedenen Ländern. Hans-Kelsen-Institut – Universität Wien. Manz’sche Verlags- und Universitätsbuchhandlung, Wien 2010, S. 73–88.
- Das Frühwerk Ilmar Tammelos: Der Weg zum Wissenschaftler. In: Raimund Jakob, Lothar Philipps, Erich Schweighofer, Csaba Varga (Hrsg.): Auf dem Weg zur Idee der Gerechtigkeit. Gedenkschrift für Ilmar Tammelo. LIT 2009, Wien/Münster, S. 5–21.
- Friedrich Georg von Bunge und Leo Leesment. Ein biographischer Essay. In: Baltisch-europäische Rechtsgeschichte und Lexikographie. Heidelberger Akademie der Wissenschaften. Universitätsverlag Winter, Heidelberg 2009, S. 233–280.
- Baltische Rechtswissenschaftsgeschichte: Professor Jüri Uluots (1890–1945) in seiner und unserer Zeit. In: Juridiskā zinātne = Law, 2008, S. 73–94.
- Europäische Rechtshistoriker des 19. Jahrhunderts Professor Oswald Schmidt – ein Jurist aus Livland, der während des Zeitalters des Nationalismus und nationalen Erwachens Rechtsgeschichte lehrte. In: Juridiskā zinātne = Law, 2008, S. 61–72.
- Kein Staat ohne Staatsmythos. Kalevipoeg – seine staatstragende Gestaltung für Estland. Ein Versuch das Reich Kreutzwalds und Kalevipoegs zu rekonstruieren. In: B. Diestelkamp (Hrsg.): Liber Amicorum Kjell A. Modeer. Lund University Press, Lund 2007, S. 285–294.
- Baltische Rechtswissenschaftsgeschichte: zwei grenzüberschreitende Rechtshistoriker Friedrich von Bunge und Leo Leesment. In: Juridiskā zinātne = Law, 2006, S. 99–138.
- F. G. von Bunge als Professor an der Universität Dorpat/Tartu (1831–1842). In: Õpetatud Eesti Seltsi Toimetised XXXV: Tundmatu Friedrich Georg von Bunge: Materjale Õpetatud Eesti Seltsi konverentsilt 200 aastat prof Friedrich Georg von Bunge (1802–1897) sünnist Tartu Ülikooli ajaloo muuseumis 27. aprillil 2002. Tartu 2006, S. 70–75.
- Enlargement of the European Union in the 21-st century – either integration or moving on parallel ways? In: Evaluation of legislation: proceedings of the fourth congress of the European Association of Legislation (EAL): Evaluation of legislation in Warsaw (Poland), 15th-16th 2000, Baden-Baden. European Association of Legislation; Deutsche Gesellschaft für Gesetzgebung, 2002, S. 156–169.